# Christian Oetker
Christian Ferdinand Christoph Oetker (* 11. November 1845 in Kathrinhagen (Auetal, Landkreis Schaumburg); † 28. Januar 1931 ebenda) war Abgeordneter des Kurhessischen Kommunallandtages Kassel und Mitglied des Provinziallandtages der preußischen Provinz Hessen-Nassau.

## Leben
Christian Oetker entstammte einer ländlichen Familie. Sein gleichnamiger Großvater (1775–1847) war wie sein Vater Christian Ludwig Ferdinand (1812–1866) Landwirt und Mühlenbesitzer. Seine Mutter war Sophie Wilhelmine Ackmann (1822–1866). Er war der Neffe der Politiker Carl Oetker und Friedrich Oetker.
1905 erhielt er ein Mandat für den 44. kurhessischen Kommunallandtag und hatte zugleich einen Sitz im Provinziallandtag der Provinz Hessen-Nassau, wo er Mitglied verschiedener Ausschüsse (1905–1908, 1910–1911 und 1914–1915 Legitimationsprüfungsausschuss, 1909–1910 und 1912–1913 Organisationsausschuss sowie 1916–1919 Eingabeausschuss) war.
Oetker blieb bis 1919 in den Parlamenten.